# Manuel Ballester Boix
Manuel Ballester Boix (Barcelona, 27 de junio de 1919-Barcelona, 5 de abril de 2005) fue un químico español galardonado en 1982 con el Premio Príncipe de Asturias de Investigación Científica y Técnica.

## Biografía
Nacido en Barcelona, estudió química en la Universidad de Barcelona licenciándose el año 1944. Entre 1949 y 1951 amplió sus estudios en la universidad norteamericana de Harvard. Doctorado en 1948 por la Universidad Complutense de Madrid.
Miembro del Consejo Superior de Investigaciones Científicas (CSIC) desde 1944, fue nombrado investigador jefe del "Patronato Juan de la Cierva", cargo que ostentó entre 1971 y 1985. Así mismo fue profesor invitado en numerosas universidades de todo el mundo y trabajó para el Departamento de Defensa del Gobierno de los Estados Unidos.
Su labor científica se centró en la química orgánica, especialmente en la cinética y el mecanismo de condensaciones orgánicas, en la síntesis y reacciones de los compuestos aromáticos clorados y en el estudio de los radicales libres, aniones y cationes del carbono trivalente. Su trabajo ha quedado perpetuado en numerosas publicaciones científicas de difusión mundial y en las diversas distinciones españolas y extranjeras que le fueron otorgadas.
En 1982 fue galardonado con el Premio Príncipe de Asturias de Investigación Científica y Técnica.
Falleció en Barcelona el 5 de abril de 2005.